# Stephanie Gehrlein
Stephanie Gehrlein (* 10. April 1982 in Karlsruhe) ist eine ehemalige deutsche Profi-Tennisspielerin.
Im Jahr 2003 wurde sie deutsche Damen-Tennismeisterin und erreichte im Juni 2004 mit Platz 121 ihre beste Platzierung in der WTA-Weltrangliste.
2007 musste sie sich in Bad Gastein in der zweiten Qualifikationsrunde gegen die Spanierin María José Martínez Sánchez geschlagen geben und konnte somit nicht in die Hauptrunden des WTA-Turniers in Österreich gelangen.

## Weitere Erfolge
Erfolgreiche Qualifikation für die US Open 2003 (Erstrundenniederlage gegen Mary Pierce); Siege bei den ITF-Turnieren in Vaduz/Liechtenstein (2003), Darmstadt (2007), Istanbul (2008), Stuttgart/Vaihingen (2008) und Alphen a/d Rijn/Niederlande (2008); Finalteilnahmen bei den ITF-Turnieren in Glasgow (2000), Vaihingen (2002 und 2007), Saint Gaudens/Frankreich (2005) und Szczecin/Polen (2009); zahlreiche nationale Mannschaftsmeistertitel mit verschiedenen Mannschaften in Deutschland, der Schweiz, Österreich und Frankreich.